# Yerne

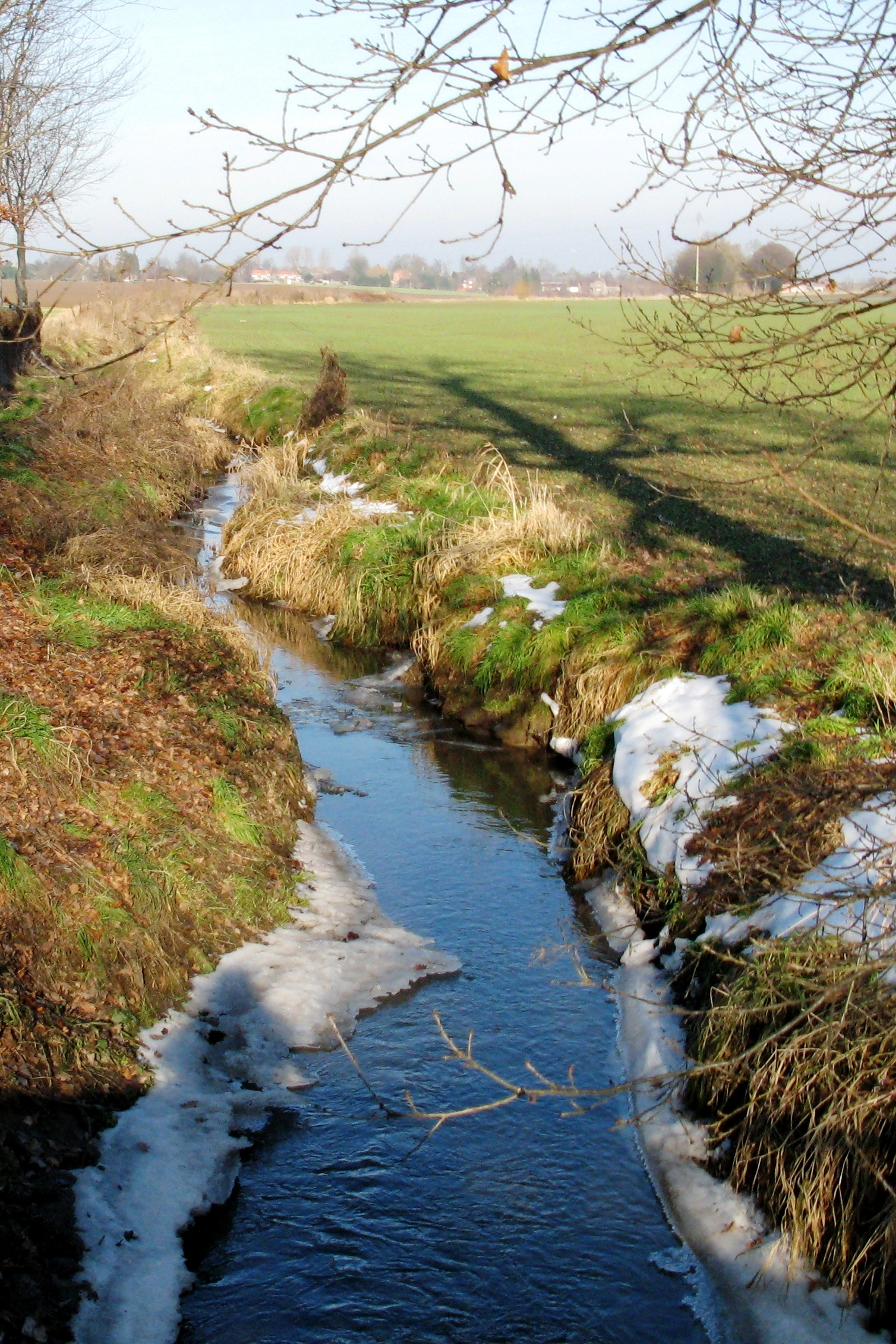
Yerne

De Yerne is een kleine rivier in België. Het riviertje is maar 15,5 kilometer lang.
De Yerne ontspringt in Yernawe en stroomt door de volgende dorpen: Verlaine, Haneffe, Donceel, Limont, Remicourt, Lamine en Hodeige. Uiteindelijk mondt het in de Jeker (in het Frans Geer; in het Waals: Djer) in het dorp Lens-sur-Geer in de gemeente Oerle bij Luik.